# Turbonegro
Turbonegro (Turboneger em norueguês) é uma banda norueguesa que combina hard rock, rock e punk rock formando um estilo denominado "deathpunk". As principais influências da banda são Black Flag, Aerosmith, Motörhead, Ramones, Alice Cooper entre outros.

## Nome da banda
Inicialmente a banda tinha duas idéias em mente; Nazipenis e Turbonegro. Eles foram avisados de que uma banda chamada Nazipenis nunca iria vender discos, de modo que eles escolheram Turbonegro. O nome da banda levantou algumas sobrancelhas, e por esse motivo os seus primeiros lançamentos foram marcados por vezes TRBNGR, talvez pelo fato de alguns considerarem um nome racista. Contudo, a banda afirma que suas motivações são anti-racistas, tentando mudar a atitude de racismo e o nacionalismo que prevalente em partes da Escandinávia. Membro fundador Thomas Seltzer disse uma vez, "Um turbonegro é um grande, bem equipado, homem negro armado em um carro rápido, fora de vingança. Somos seus profetas."

### Livros
- Give me Friction, Baby - Um livro sobre o Turbonegro e os Turbojugend. Ele foi publicado no dia  1º de Abril de 2007.
- TRBNGR - Sagaen om denimfolket - escrito por Håkon Moslet. O livro é quase uma autobiografia completa, desde o início. Sobre os seus fãs, as pessoas, as drogas, bem como a amizade por trás Turbonegro. 2007.

## Integrantes

### Formação atual
- Vocal: The Duke of Nothing (nome real, Tony Sylvester) (2011-presente)
- Baixo/Bateria: Happy-Tom (nome real, Thomas Seltzer) (1989-presente; Baixo: 1989-1990, 1996-presente; Bateria: 1990-1996)
- Guitarra: Euroboy (nome real, Knut Schreiner) (1996-presente)
- Guitarra: Rune Rebellion (nome real: Rune Grønn) (1989-2007, 2011-presente)
- Bateria: Tommy Manboy (nome real. Tommy Akerholt) (2011-presente)
- Teclado: Crown Prince Haakon-Marius (nome real. Haakon-Marius Pettersen) (2015-presente)

### Ex-integrantes
- Vocal: Hank von Helvete (1993–2010)
- Vocal: Harald "Harry" Fossberg (1990–1993)
- Vocal: Pål Erik Carlin (1989–1990)
- Guitarra: Vegard Heskestad (1989–1990)
- Baixo: Bengt "Bingo" Calmeyer (1991–1996)
- Baixo: Ole Martinsen (1990–1991)
- Bateria: Anders Gerner (1996)
- Bateria: Chris Pontius (1989–1990)
- Bateria: Chris Summers(1997–2008)
- Bateria: Tomas Dahl (2008–2010)
- Teclado/percussão/guitarra: Pål Pot Pamparius (1989–1995, 1996–2010, 2011–2012)

## Discografia

### Álbuns
- Hot Cars and Spent Contraceptives (1992)
- Helta Skelta (1993)
- Never is Forever (1994)
- Ass Cobra (1996)
- Apocalypse Dudes (1998)
- Scandinavian Leather (2003)
- Party Animals (2005)
- Retox (2007)
- Sexual Harassment (2012)
- Rock'N'Roll Machine (2018)

### Ao vivo
- Darkness Forever! (1999)

### Compilação
- Love It To Deathpunk (2001)
- Small Feces (2005)

### Splits
- Stinky Fingers 10" Vinil (1995) - split EP com o Flying Crap
- Flabby Sagging Flesh 7" Vinil (1995) - Turbonegro / Anal Babes Split

### EPs
- Turboloid 12" Vinil EP (1990)
- (He's A) Grunge Whore 10" Vinil EP (1993)

### Singles
- Computech K7 (1989)
- Computech + Route Zero K7 & 7" Vinil (1989)
- Route Zero 7" Vinil (1989)
- Vaya Con Satan 7" Vinil  (1991)
- Denim Demon 7" Vinil (1995)
- Bad Mongo 7" Vinil (1995)
- I Got Erection 7" Vinil (1995)
- Prince Of The Rodeo  7" Vinil (1996)
- Suffragette City 7" Vinil (1997)
- Get It On 7" Vinyl (1998)
- Fuck The World (F.T.W.) 7" Vinyl & CD (2003)
- Locked Down 7" Vinil & CD (2003)
- Sell Your Body (To The Night) 7" Vinyl & CD (2003)
- City Of Satan CD (2005)